# Macintosh 128K
Macintosh 128K, спершу випущений як Apple Macintosh, є первісним персональним комп'ютером Apple Macintosh. Його бежевий корпус складався з 9 дюймового ЕЛТ-монітора і йшов в комплекті з клавіатурою та мишею. Ручка, яка була вбудована у верхню частину корпусу, полегшувала підняття та перенесення комп’ютера. Його початкова ціна склала 2495 доларів (що дорівнює $6,140 у 2019 році ). Macintosh був представлений у відомому телевізійному рекламному ролику режисера Рідлі Скотта " 1984 ", який вийшов у ефірі CBS протягом третього кварталу Супербоулу XVIII 22 січня 1984 р. Продажі Macintosh були великими з моменту його першого випуску 24 січня 1984 р. і досягли 70 000 одиниць 3 травня 1984 р. Після виходу його наступника Macintosh 512K він був перейменований на Macintosh 128K. Комп’ютер - модель M0001. 

## Процесор і пам’ять
Серцем комп'ютера став мікропроцесор Motorola 68000, що працює на 7.8336 MHz, підключений до 128 КБ оперативної пам'яті, спільно використовуваної процесором та контролером дисплея. Процедура завантаження та деякі підпрограми операційної системи містилися в додатковій мікросхемі ПЗУ на 64 КБ. Apple не пропонувала оновлення оперативної пам'яті. На відміну від Apple II, не пропонувались списки вихідних кодів системних ПЗУ Macintosh.
Оперативна пам'ять у Macintosh складалася з шістнадцяти DRAM-файлів розміром 4164 64k × 1. 68000 і відеоконтролер по черзі отримували доступ до DRAM кожні чотири цикли процесора під час відображення буфера кадру, тоді як 68000 мав необмежений доступ до DRAM під час вертикальних та горизонтальних інтервалів гасіння. Така домовленість знизила загальну продуктивність процесора на 35% для більшості коду, оскільки логіка дисплея часто блокувала доступ центрального процесора до оперативної пам'яті. Це призвело до того, що комп’ютер працював повільніше, ніж деякі його конкуренти, незважаючи на номінально високу тактову частоту.

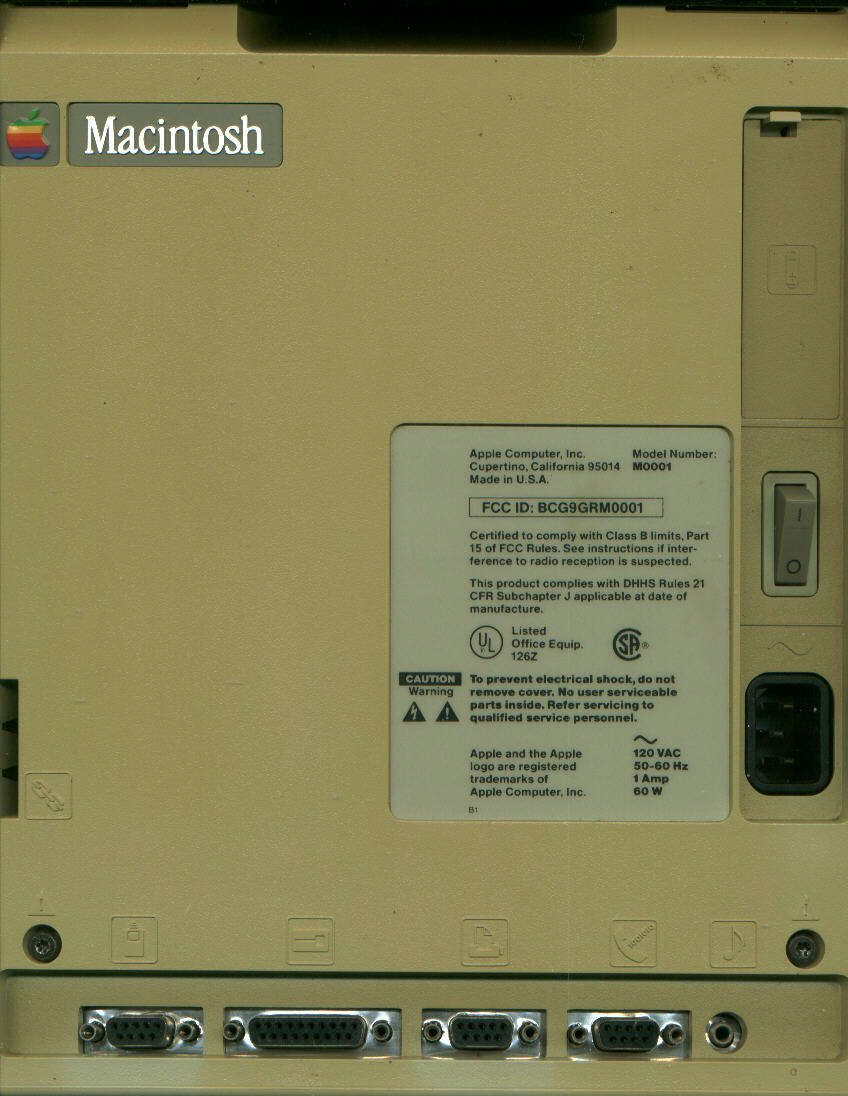
Корпус незмінного оригінального Macintosh (проданий у січні – листопаді 1984 р.). На більшості машин 128k, виготовлених після листопада 1984 р., на тильній стороні корпусу є маркування "Macintosh 128K".

## Периферія
Вбудований дисплей був однобітовим чорно-білим, 9-ти дюймовій ЕПТ з фіксованою роздільною здатністю 512 × 342 пікселів, що встановлює стандарт настільної публікації 72 PPI. Розширення та створення мереж було досягнуто за допомогою двох нестандартних послідовних портів RS-422 DE-9 з назвою "принтер" та "модем"; вони не підтримували апаратне рукостискання. Зовнішній пристрій гнучких дисків можна додати за допомогою фірмового роз'єму (19-контактний D-sub ). Клавіатура та миша використовували прості запатентовані протоколи, що дозволяють проводити деякі сторонні оновлення. Оригінальна клавіатура не мала клавіш зі стрілками, цифрової клавіатури та функціональних клавіш. Це було навмисне рішення від Apple, оскільки ці ключі були поширені на старих платформах, і вважалося, що додавання цих ключів спонукає розробників програмного забезпечення просто переносити свої існуючі програми на Mac, а не розробляти нові навколо парадигми графічного інтерфейсу. Пізніше Apple зробила цифрову клавіатуру доступною для Macintosh 128K. Клавіатура, що продається з новішою моделлю Macintosh Plus, включала цифрову клавіатуру та клавіші зі стрілками, але все ще не мала функціональних клавіш. Як і в Apple Lisa до цього, миша мала одну кнопку. Стандартні навушники також можна підключити до монофонічного роз'єму. Apple також запропонувала свої 300 і 1200 біт/с модеми, спочатку випущені для лінійки Apple II. Спочатку єдиним доступним принтером був Apple ImageWriter, матричний принтер, який був розроблений для виробництва 144 dpi WYSIWYG, що виводиться з Mac на 72 dpi екран. Врешті-решт LaserWriter та інші принтери можна було підключати за допомогою AppleTalk, вбудованої в мережу системи Apple.

## Зберігання

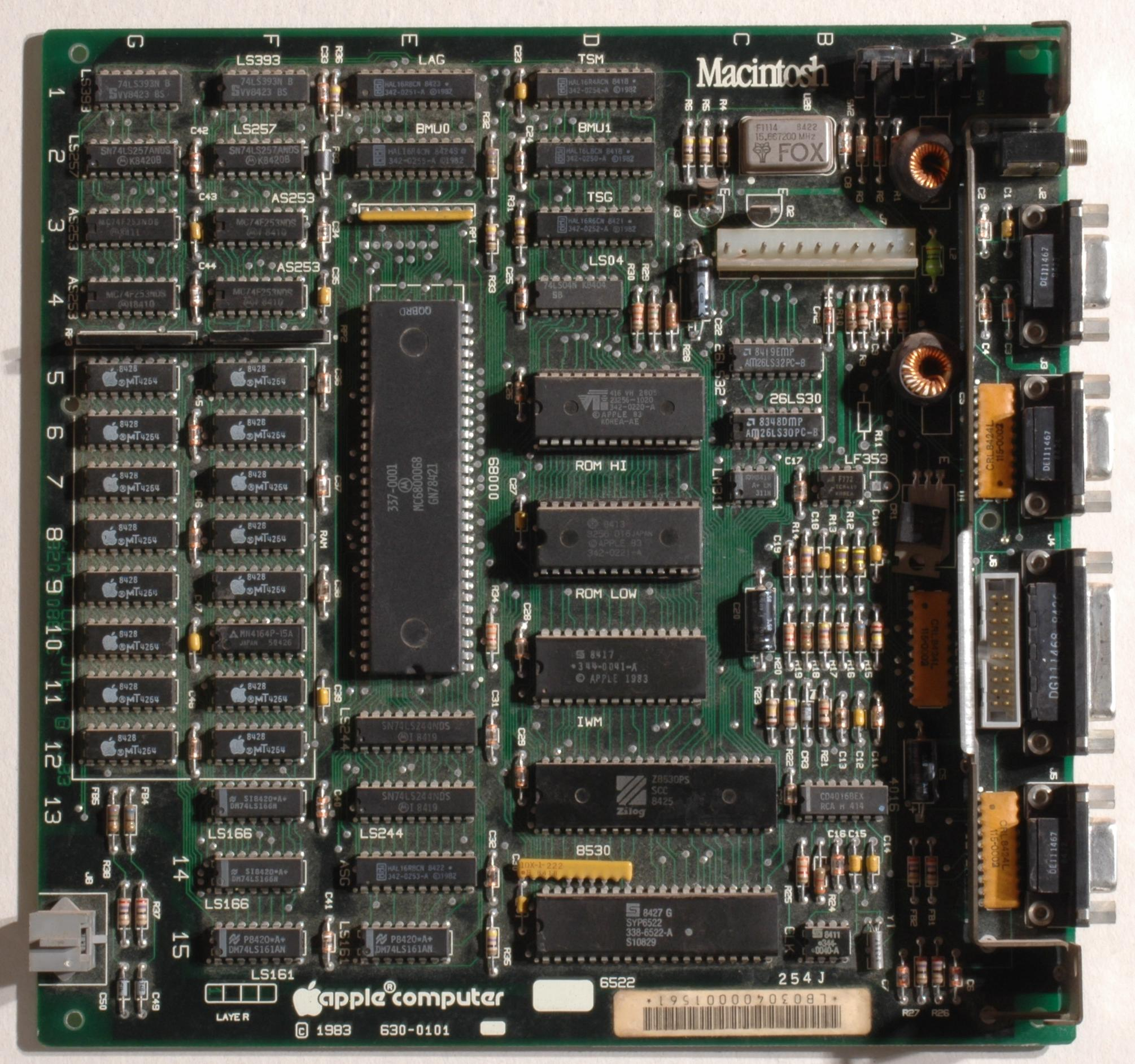
Материнська плата Macintosh

Macintosh містив одиницю 400 КБ, односторонній — дюймовий гнучкий диск диск, не розповідаючи немає місця для іншого внутрішнього механічного зберігання. Mac OS була заснована на диску з самого початку, оскільки оперативну пам’ять потрібно було зберегти, але цей «Диск для запуску» все ще міг бути тимчасово видалений. (Видалення кореневої файлової системи залишалося незвичною особливістю класичної Mac OS до Системи 7.) Однієї дискети було достатньо для зберігання системного програмного забезпечення, програми та файлів даних, створених разом із додатком. Дійсно, об'єм накопичувача в 400 КБ був більшим, ніж у PC XT 5,25-дюймового накопичувача на 360 КБ. Однак, складніші робочі середовища того часу вимагали окремих дисків для документів та встановлення системи. Через обмеження пам’яті (128 КБ) оригінального Macintosh та той факт, що дискети вміщували 400 КБ, користувачам часто доводилося міняти диски в дисководі. З цієї причини часто використовувались зовнішні дискети. Зовнішній дисковий пристрій Macintosh (механічно ідентичний внутрішньому, передача на той же контролер) був популярним доповненням за 495 доларів США. Сторонні жорсткі диски були значно дорожчими і, як правило, підключалися до повільнішого послідовного порту (як зазначено в Apple), хоча деякі виробники вирішили використовувати швидший нестандартний дискетний порт. 128K може використовувати лише оригінальну файлову систему Macintosh для зберігання.

## Охолодження
Блок не включав в себе вентилятор, натомість він покладався на конвекційне охолодження, що робило його тихим під час роботи. Стів Джобс наполягав на тому, що корабель Macintosh без вентилятора, який зберігався до впровадження Macintosh SE в 1987 році. Це нібито було джерелом багатьох поширених, дорогих відмов компонентів у перших чотирьох моделях Macintosh. Цього було достатньою проблемою, щоб підштовхнути до введення стороннього зовнішнього вентилятора охолодження. Цей вентилятор встановлений всередині гнізда ручки для перенесення Macintosh і створює примусову тягу через наявні вентиляційні отвори комп'ютера.

## Програмне забезпечення
Macintosh поставляється з найпершим додатком System and Finder, відомим загальнодоступному як "Система 1.0" (формально відомий як System 0.97 і Finder 1.0). Оригінальний Macintosh побачив три оновлення обох до того, як його було припинено. Apple рекомендує систему 2.0 та Finder 4.2, а максимум - систему 3.2 і Finder 5.3. Система 4.0 офіційно припинила підтримку Macintosh 128K, оскільки він розподілявся на дискетах розміром 800 КБ, які 128K не могли використовувати.
Програми MacPaint і MacWrite постачаються в комплекті з Mac. Інші доступні програми включали MacProject, MacTerminal та Microsoft Word. Мови програмування, доступні на той час, включали MacBASIC, MacPascal  та систему розробки Macintosh 68000. Macintosh також постачався з інструкцією та унікальною касетою для екскурсій, яка працювала разом із дискетною гідом як підручник як для самого Macintosh, так і для додатків, оскільки більшість нових користувачів Macintosh ніколи раніше не використовували мишу, а тим більше не маніпулювали графічним інтерфейсом користувача.

## Моделі
Комп’ютер був випущений у січні 1984 року просто як Apple Macintosh. Після випуску Macintosh 512K у вересні, який розширив пам'ять зі 128 КБ до 512 KB, оригінальний Macintosh був перейменований на Macintosh 128K і отримав прізвисько "тонкий Mac". Нова модель 512K отримала прізвисько "грубий Mac". Хоча функціонально однакові, як і закриті системи, Macintosh і Macintosh 128K технічно були двома різними комп'ютерами, причому перероблений 128K містив повністю перероблену логічну плату, щоб легко вмістити обидва 128 КБ та 512 КБ конфігурації оперативної пам'яті під час виготовлення. Хоча оперативна пам'ять все ще була назавжди припаяна до логічної плати, нова конструкція дозволила спростити (хоч і несанкціоновану) сторонню модернізацію до 512 КБ. Крім того, більшість новіших моделей містили редакцію B ПЗУ 1984 року з урахуванням змін у 400 КБ привід дискети. Системне програмне забезпечення містить підтримку не випущеного Macintosh 256K.
Збільшення оперативної пам’яті 512K було життєво важливим для Macintosh, оскільки врешті-решт дозволило використовувати потужніші програмні додатки, такі як популярна на той час програма Microsoft Multiplan. Однак Apple продовжувала продавати 128 КБ протягом року як комп'ютер початкового рівня, середній рівень 512 КБ та висококласний Lisa (і стверджуючи, що його можна легко розширити, якщо користувачеві коли-небудь знадобиться більше оперативної пам'яті).

## Розширення
Джобс заявив, що, оскільки "налаштування насправді є переважно програмним забезпеченням ... більшість опцій на інших комп’ютерах перебувають на Mac", на відміну від Apple II, Macintosh 128K не потребував слотів, які він назвав дорогими та вимагає більших розмірів та більшої потужності. Користувач не був офіційно оновлений, і відкрити справу мали право лише сервісні центри Apple. Були треті сторони, які пропонували оновлення оперативної пам’яті і навіть оновлення пам’яті та процесора, що дозволило розширити вихідний 128K Macintosh до 32-бітного шляху передачі даних, 68020 CPU (16Mhz), 68881 FPU (16Mhz), 68851 MMU (16Mhz) із зовнішнім портом SCSI (із стрічковим кабелем, що виходить із дверцят акумулятора годинника, внутрішній жорсткий диск SCSI (20 Мб Rodime) та п’єзоелектричний вентилятором для охолодження.  У серпні 1986 р. це оновлення було розміщено на обкладинці журналу Macworld під назвою "Fster then a Vax".. Всі аксесуари були зовнішніми, наприклад, MacCharlie, який додав сумісність з IBM PC. Не було можливості додати внутрішню пам’ять, більше оперативної пам’яті чи будь-які карти оновлення, проте деякі інженери Macintosh заперечували проти ідей Джобса та таємно розробляли для них обхідні шляхи. Як приклад, Macintosh мав мати лише 17 рядків адрес на материнській платі, достатньо для підтримки 128 тис. Системної оперативної пам'яті, але команда дизайнерів додала додаткові дві адреси без відома Джобса, що дозволило розширити комп'ютер до 512 тис. хоча фактичний акт оновлення системної оперативної пам'яті був складним і вимагав додаткових чіпів оперативної пам'яті на борту 4164 мікросхем. У вересні 1984 року, після місяців скарг на неадекватну оперативну пам'ять Mac, Apple випустила офіційну машину на 512 тис. Хоча це завжди планувалося з самого початку, Стів Джобс стверджував, що якщо користувач бажає більше оперативної пам'яті, ніж передбачений Mac 128, він повинен просто платити додаткові гроші за Mac 512, а не сам оновлювати комп'ютер. Коли Mac 512 був випущений, Apple переформатувала оригінальну модель як "Macintosh 128k" і змінила материнську плату, щоб спростити оновлення оперативної пам'яті. Таким чином, вдосконалення жорсткої дротової оперативної пам'яті вимагало заміни материнської плати (ціна якої аналогічна новому комп'ютеру) або стороннього оновлення мікросхеми, що було не тільки дорогим, але й призвело до втрати гарантії Apple. Труднощі розміщення програмного забезпечення в обмеженій кількості вільної пам’яті в поєднанні з новим інтерфейсом та моделлю програмування, керованою подіями, перешкоджали постачальникам програмного забезпечення підтримувати його, залишаючи 128 КБ відносно невеликою бібліотекою програмного забезпечення. У той час як Macintosh Plus і меншою мірою Macintosh 512K сумісні з набагато пізнішим програмним забезпеченням, 128K обмежується спеціально створеними програмами. Основний Mac 128K з оригінальним 64K ROM не сумісний ні із зовнішнім накопичувачем Apple на 800 КБ з HFS, ні з жорстким диском Apple 20. Mac 128K, який був оновлений за допомогою нової 128K ROM (називається Macintosh 128Ke), може використовувати внутрішні та зовнішні накопичувачі на 800 KB з HFS, а також HD20. Обидва можуть друкувати в мережі AppleShare, але жоден не може робити спільний доступ до файлів через обмежену оперативну пам'ять.

## Оновлення OEM
На початку 1985 року багато програмного забезпечення Macintosh вимагало 512 Кб пам'яті. Apple продала офіційне оновлення пам'яті для Macintosh 128K, яке включало заміну материнської плати, ефективно зробивши його Macintosh 512K за ціною 995 доларів США. Крім того, Apple запропонувала 800 Комплект накопичувачів для гнучких дисків КБ, включаючи оновлені 128 КБ ПЗУ. Нарешті, Mac 128K можна було оновити до Macintosh Plus, помінявши логічну плату, а також корпус назад (для розміщення дещо іншої конфігурації порту) і, за бажанням, додавши розширену клавіатуру Macintosh Plus. Будь-який з наборів можна придбати окремо або разом у будь-який час для часткового або повного оновлення Macintosh 128K. Всі оновлення вимагали виконувати професійні технічні спеціалісти Apple  які, як повідомляється, відмовлялися працювати на будь-якому Macintosh, оновленому до 512K без офіційного оновлення Apple, що за 700 доларів США було набагато дорожче, ніж близько 300 доларів для сторонніх версій.

## Кредити

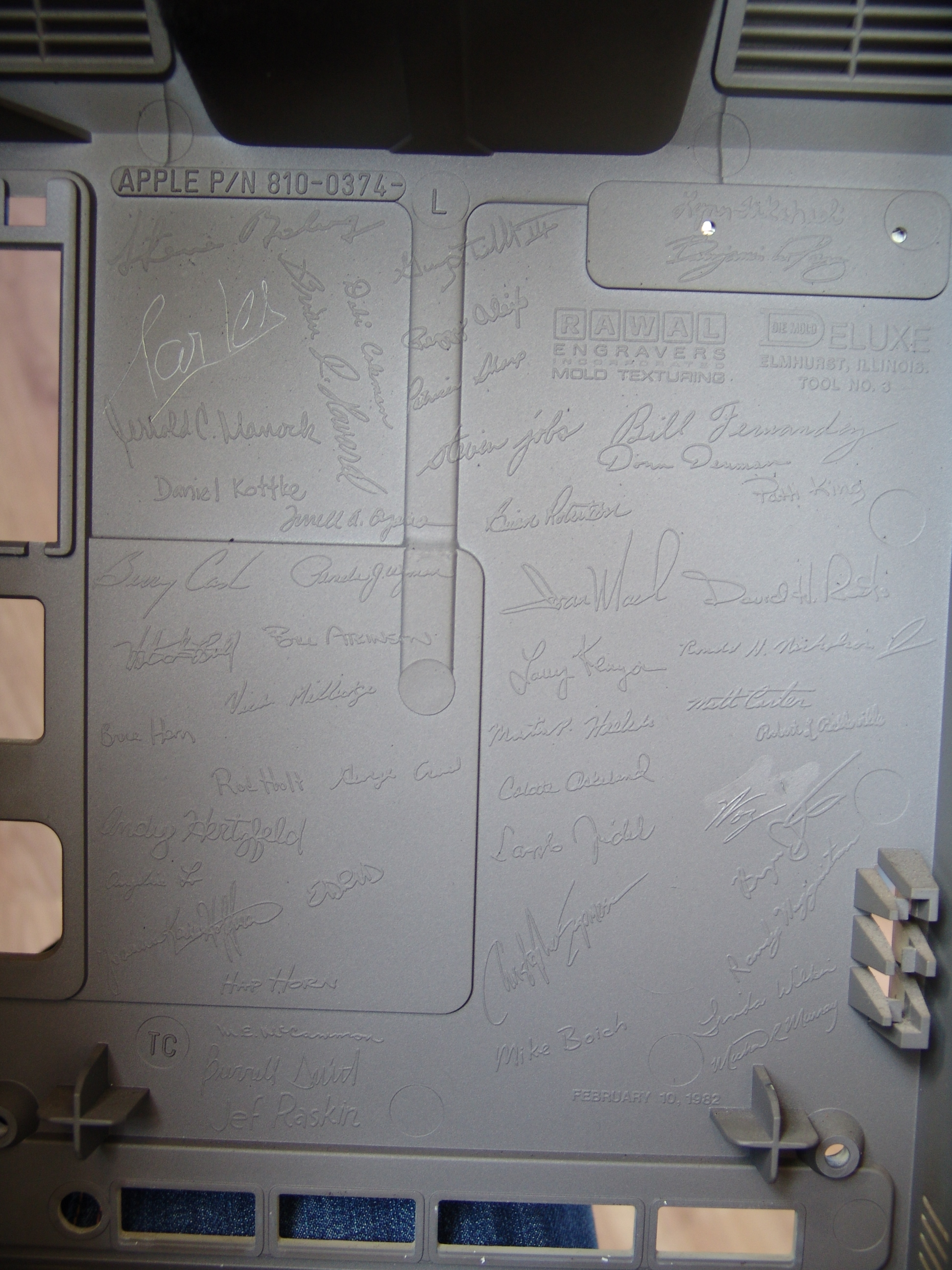
Підписи всередині коробки Macintosh 128K

Оригінальний Macintosh був незвичним тим, що включав підписи Відділу Macintosh на початку 1982 року, виліплені з внутрішньої сторони коробки. Імена були Пеггі Алексіо, Колетт Аскеленд, Білл Аткінсон, Стів Балог, Боб Белвіль, Майк Бойч, Білл Булл, Метт Картер, Беррі Кеш, Дебі Коулман, Джордж Кроу, Дон Денман, Крістофер Еспіноса, Білл Фернандес, Мартін Хеберлі, Енді Герцфельд, Джоанна Хоффман, Род Холт, Брюс Горн, Хеп Хорн, Брайан Говард, Стів Джобс, Ларрі Кеньон, Патті Кінг, Даніель Коттке, Анджелін Ло, Іван Мах, Джеррольд Манок, Мері Еллен МакКеммон, Вікі Мілледж, Майк Мюррей, Рон Ніколсон-молодший, Террі Ояма, Бенджамін Панг, Джеф Раскін, Ед Реддл, Брайан Робертсон, Дейв Рутс, Патрісія Шарп, Беррелл Сміт, Брайан Стірнз, Лінн Такахаші, Гай "Бад" Трібл, Ренді Віггінтон, Лінда Вілкін, Стів Возняк, Памела Вайман і Ласло Зідек.
Моделі Macintosh 128 / 512K також включали писанки до ОС ROM. Якби користувач перейшов до налагоджувача системи та набрав G 4188A4, у верхньому лівому куті екрана з’явилося б графічне повідомлення „Вкрадено з Apple Computers”. Це було розроблено для запобігання несанкціонованому клонуванню Macintosh після появи численних клонів Apple II, багато з яких просто вкрали захищені авторським правом системні ПЗУ Apple. Стів Джобс нібито планував, що якщо на ринку з’явиться клон Macintosh і відбудеться судова справа, він зможе отримати доступ до цієї писанки на комп’ютері, щоб довести, що вона використовує піратські диски Macintosh. Пізніше Macintosh SE доповнив це пасхальне яйце слайд-шоу з 4 фотографій команди дизайнерів Apple, коли було введено G 41D89A.

## Прийом
Ерік Сандберг-Дімент з The New York Times у січні 1984 р. заявив, що Macintosh "передбачає революцію в персональних обчисленнях". Хоча віддав перевагу більшим екранам і назвавши відсутність кольорів "помилкою", він похвалив "освіжаючо чіткий і чистий" дисплей і відсутність шуму вентилятора. Не будучи впевненим, чи стане це "другим стандартом для Big Blue", Рональд Розенберг із "Бостон Глобус" у лютому написав "ейфорію, згідно з якою Macintosh змінить спосіб обчислення Америки. Той, хто пробує машину розміром з пінту, зачіпається її особливостями ". Грегг Вільямс із BYTE того місяця визнав дизайн апаратного та програмного забезпечення (який, як він передбачав, буде "імітувати, але не скопіювати") вражаючим, але критикував відсутність стандартного другого дисководу. Він передбачив, що комп'ютер популяризуватиме 3½-дюймовий привід гнучких дисків, що Macintosh покращить репутацію Apple і що "затримає домінування IBM на ринку персональних комп'ютерів". Уільямс дійшов висновку, що Macintosh був "найважливішим розвитком комп'ютерів за останні п'ять років. Це наближає нас на крок до ідеалу комп’ютера як приладу".  У травні 1984 року Уільямс додав: „ Початкова реакція на Macintosh була сильною, але не надто потужною. Деякі традиційні користувачі комп'ютерів сприймають мишу, вікна та метафору на робочому столі як безглузді, марні надмірності, а інші обурені відсутністю кольорової графіки, але більшість користувачів вражені машиною та її можливостями. Тим не менше, деякі люди висловлюють занепокоєння відносно невеликого за  розміром 128 КБ оперативної пам'яті, відсутністю будь-якої комп'ютерної мови, що надсилається як частина базового блоку, та незручностями одного дисководу"
Джеррі Порнел, також із BYTE, додав, що "Macintosh - це вигідна угода, лише якщо ви можете отримати його за сильно зниженою ціною, пропонованою викладачам та студентам улюблених 24 університетів у консорціумі Macintosh". Однак він зазначив, що Macintosh залучає людей, "які раніше ненавиділи комп'ютери. . . Очевидно, є щось у мишах та випадаючих меню та піктограмах, які приваблюють людей, яких раніше залякували A> тощо."

## Зовнішні посилання
- Full Macintosh 128K specifications (Apple Computer)
- Профіль Macintosh 128K [Архівовано 27 листопада 2020 у Wayback Machine.], низький клас Mac.
- Інформаційна сторінка Mac 128K на Mac512.com
- Original Review of the Macintosh by Lawrence J. Magid (January 29, 1984)
- Інтернет-спроба моделювання системи Macintosh 1 [Архівовано 3 листопада 2020 у Wayback Machine.]
- Mac Essentials, Lost 1984 Videos
- The Vintage Mac Museum: Mac 128K Slideshows. Архів оригіналу за 13 листопада 2013. Процитовано 6 січня 2016.
- Apple Macintosh до System 7 [Архівовано 18 листопада 2021 у Wayback Machine.] Macintosh 128K Апаратне забезпечення
- Поради щодо підтримки 128K для користувачів з жорстким доступом до 128K
- Власники реєстру M0001 Vintage Macintosh
- Всередині Macintosh 128K [Архівовано 3 листопада 2020 у Wayback Machine.]
- Оригінальний Macintosh, анекдоти та люди, які його створили [Архівовано 28 жовтня 2020 у Wayback Machine.]